# Gaetano Castrovilli
Gaetano Castrovilli (Canosa di Puglia, 17 febbraio 1997) è un calciatore italiano, centrocampista svincolato. Con la nazionale italiana è stato campione d'Europa nel 2021.

## Biografia
Dopo quattro anni di fidanzamento, il 17 giugno 2022 ha sposato Rachele Risaliti, Miss Italia 2016. Il 4 febbraio 2024 nasce Brando, il loro primo figlio.

## Caratteristiche tecniche
È un trequartista abile nel dribbling e nel creare superiorità numerica, veloce e dinamico, che può giocare anche come mezzala sinistra per poi accentrarsi. È bravo anche in fase di costruzione grazie alla sua visione di gioco, in fase difensiva e nel recuperare palloni. Ha praticato danza classica da piccolo.
Nonostante, soprattutto nel periodo a Firenze, abbia mostrato ottime qualità, la sua carriera ha subito una brutta frenata a causa di due seri infortuni al ginocchio patiti tra il 2022 e il 2023.

## Carriera

### Club

#### Gli inizi
Muove i primi passi nella squadra della sua città di residenza, l'ASD Minervino Murge all'età di 9 anni. Nel 2008 viene notato da alcuni dirigenti del Bari, che dopo averlo sottoposto ad un provino lo portano nel settore giovanile del club biancorosso.
Il 22 maggio 2015, all'età di 18 anni, esordisce in prima squadra subentrando al 78º a Marco Calderoni in occasione dell'incontro di Serie B perso 1-0 contro lo Spezia.

#### Bari e Fiorentina
Nel marzo 2016 viene prestato alla Fiorentina per disputare il Torneo di Viareggio, in cui colleziona 4 presenze segnando una rete nel pareggio per 1-1 contro il Belgrano.
A partire dalla stagione 2016-2017 entra in pianta stabile nella prima squadra del Bari, disputando 10 incontri nel girone di andata di Serie B. Il 23 febbraio 2017 viene acquistato in prestito con obbligo di riscatto dalla Fiorentina per circa 1,5 milioni di euro. Viene inserito nella formazione Primavera con la quale disputa complessivamente 18 incontri, realizzando 7 gol e fornendo 9 assist ai compagni, contribuendo a raggiungere la finale scudetto persa contro l'Inter.

#### Il prestito biennale alla Cremonese
L'11 luglio 2017 viene ceduto in prestito alla Cremonese, neopromossa in Serie B. Il 3 settembre debutta con il club lombardo trovando anche la prima rete in carriera, segnando al 93º il gol del definitivo 3-1 nel match vinto contro l'Avellino. Conclude la stagione a Cremona con 26 presenze, una rete e 4 assist all'attivo.
Il 3 luglio 2018 viene rinnovato per un'altra stagione il prestito ai grigiorossi, con i quali in due stagioni totalizza 52 presenze e 5 reti in Serie B. Il 30 dicembre 2018 realizza la prima doppietta in carriera contro il Perugia. Entra in nomination per il Miglior giovane della Serie B 2018/2019: il 2 dicembre 2019 si classifica secondo, dietro a Sandro Tonali del Brescia.

#### Fiorentina
Nell'estate del 2019 torna alla Fiorentina, e viene confermato in rosa dall'allenatore Vincenzo Montella. Esordisce in Serie A il 24 agosto 2019, a 22 anni, nella partita casalinga persa per 3-4 contro il Napoli. Il successivo 29 settembre realizza il suo primo gol in Serie A nella partita Milan-Fiorentina (1-3) disputata a San Siro. Si ripete a cavallo tra ottobre e novembre, siglando due gol decisivi contro Sassuolo e Parma. L'11 ottobre prolunga il proprio contratto con la Fiorentina fino al 2024. Gioca titolare sia con Montella sia con Iachini che gli subentra a fine dicembre.
Nella stagione 2020-2021 cambia numero di maglia, passando dalla nº 8 alla nº 10. Inizia la stagione siglando 4 reti nelle prime 5 giornate, tra cui la sua prima doppietta con i Viola il 25 ottobre nella vittoria per 3-2 contro l'Udinese, superando già il suo record personale di gol con i toscani in una stagione. Trova nuovamente il gol contro lo Spezia alla 23ª giornata mettendo a segno il secondo gol dei Viola.
Quello sarà il suo ultimo gol stagionale e concluderà la stagione con 5 reti messe a segno.
Nel campionato successivo il suo impiego è condizionato da alcuni problemi fisici che ne limitano le presenze nel girone d'andata. Segna la prima e unica rete stagionale nella gara esterna contro il Verona del 22 dicembre.
Trova più continuità nei primi mesi del 2022, ma è costretto a chiudere la stagione in anticipo a causa di un grave infortunio a un ginocchio  rimediato nella gara casalinga contro il Venezia del 16 aprile.
Nella stagione 2022-2023, dopo aver svolto una preparazione personalizzata durante il ritiro estivo, prosegue il recupero dall'infortunio tornando nuovamente in campo con la squadra durante la pausa per i mondiali di calcio. Torna in campo dopo oltre otto mesi dall'ultima partita il 4 gennaio 2023 nel finale di gara contro il Monza, raggiungendo nell'occasione anche la centesima presenza in maglia viola. Il 23 febbraio seguente, nella vittoria casalinga contro il Braga, fa il suo esordio in una competizione UEFA per club mentre il 16 marzo, a distanza di circa 15 mesi dall'ultima realizzazione in una competizione ufficiale, segna il primo gol europeo fissando il risultato nel ritorno degli ottavi di finale di Conference League. Va a segno anche nel ritorno del turno successivo contro il Lech Poznań. Il 30 aprile torna al gol in campionato dopo 16 mesi nel successo per 5-0 contro la Sampdoria.
Nell'agosto 2023 salta il trasferimento al Bournemouth a causa del mancato superamento delle visite mediche da parte del calciatore. Pochi giorni dopo Castrovilli viene sottoposto a un'artroscopia di controllo programmata. Dopo l'operazione, rimasto fuori dalle liste UEFA, torna in campo il 4 marzo 2024 partendo titolare nella vittoria della Fiorentina Primavera contro il Milan, mentre, a 324 giorni dall'ultima apparizione in massima serie avvenuta contro il Sassuolo nella stagione precedente, il 21 aprile viene schierato da Vincenzo Italiano in Serie A nella vittoria esterna contro la Salernitana. Segna il suo ultimo gol con il club toscano il 5 maggio nella sconfitta per 2-1 contro il Verona.
Castrovilli lascia la Fiorentina al termine della stagione 2023-2024, alla scadenza naturale del proprio contratto.

#### Lazio e prestito al Monza
Il 19 luglio 2024 la Lazio comunica di averlo ingaggiato da svincolato. Esordisce con i capitolini il 18 agosto, nei minuti finali della partita contro il Venezia, rilevando Mattéo Guendouzi. Il 5 dicembre successivo debutta anche in Coppa Italia, nei minuti finali del successo contro il Napoli. Tuttavia, da lì in poi vede il suo minutaggio diminuire, venendo di fatto inserito nella lista degli esuberi del club.
Il 31 gennaio 2025, non trovando molto spazio, viene ceduto in prestito al Monza. Esordisce ufficialmente con la maglia dei brianzoli il giorno seguente, nella sconfitta casalinga contro il Verona. Il giocatore, durante l'intero periodo di permanenza nel club lombardo, alterna gare da titolare alla panchina, collezionando in totale 12 presenze, tuttavia non riuscendo a salvare il club dalla retrocessione in Serie B.

### Nazionale

#### Nazionali giovanili
Tra il settembre 2017 e il marzo 2018 è convocato sei volte nella nazionale Under-20 di Federico Guidi, disputando cinque partite da titolare e una da subentrante e realizzando due gol e un assist.
Il 5 ottobre 2018 è convocato dal CT della Nazionale Under-21 Luigi Di Biagio per disputare due match amichevoli contro Belgio e Tunisia, ma a causa di un infortunio rimediato con la Cremonese deve dare forfait. Convocato nuovamente per le amichevoli di novembre 2018, disputa le due partite contro Inghilterra e Germania, perse entrambe per 2-1.

#### Nazionale maggiore
L'8 novembre 2019 riceve la sua prima convocazione in nazionale maggiore in vista delle sfide contro Bosnia ed Erzegovina e Armenia. Debutta il 15 novembre, a 22 anni, subentrando a Lorenzo Insigne all'86º minuto di Bosnia Erzegovina-Italia (0-3), gara valida per le qualificazioni all'Europeo 2020.
Torna ad indossare la maglia della nazionale dopo un anno e mezzo, il 28 maggio 2021, giocando da titolare nella gara amichevole di preparazione all’Europeo vinta per 7-0 contro il San Marino; ma viene poi escluso dalla lista dei convocati. Tuttavia il 10 giugno viene richiamato ed inserito nella lista ufficiale dei convocati a causa dell'infortunio occorso a Lorenzo Pellegrini. Esordisce nel torneo nella terza gara della fase a gironi, subentrando a Pessina nella sfida vinta per 1-0 contro il Galles. Diventa campione d'Europa al termine della finale di Wembley vinta ai rigori contro l'Inghilterra.

## Statistiche

### Presenze e reti nei club
Statistiche aggiornate al 18 maggio 2025.
| Stagione          | Squadra           | Campionato        | Campionato | Campionato | Coppe nazionali | Coppe nazionali | Coppe nazionali | Coppe continentali | Coppe continentali | Coppe continentali | Altre coppe | Altre coppe | Altre coppe | Totale | Totale | Totale |
| Stagione          | Squadra           | Comp              | Pres       | Reti       | Comp            | Pres            | Reti            | Comp               | Pres               | Reti               | Comp        | Pres        | Reti        | Pres   | Reti   |        |
| ----------------- | ----------------- | ----------------- | ---------- | ---------- | --------------- | --------------- | --------------- | ------------------ | ------------------ | ------------------ | ----------- | ----------- | ----------- | ------ | ------ | ------ |
| 2014-2015         | Bari              | B                 | 1          | 0          | CI              | 0               | 0               | -                  | -                  | -                  | -           | -           | -           | 1      | 0      |        |
| 2015-2016         | Bari              | B                 | 0          | 0          | CI              | 0               | 0               | -                  | -                  | -                  | -           | -           | -           | 0      | 0      |        |
| 2016-feb. 2017    | Bari              | B                 | 10         | 0          | CI              | 1               | 0               | -                  | -                  | -                  | -           | -           | -           | 11     | 0      |        |
| Totale Bari       | Totale Bari       | Totale Bari       | 11         | 0          |                 | 1               | 0               |                    | -                  | -                  |             | -           | -           | 12     | 0      |        |
| feb.-giu. 2017    | Fiorentina        | A                 | 0          | 0          | CI              | 0               | 0               | -                  | -                  | -                  | -           | -           | -           | 0      | 0      |        |
| 2017-2018         | Cremonese         | B                 | 26         | 1          | CI              | 2               | 0               | -                  | -                  | -                  | -           | -           | -           | 28     | 1      |        |
| 2018-2019         | Cremonese         | B                 | 26         | 4          | CI              | 1               | 1               | -                  | -                  | -                  | -           | -           | -           | 27     | 5      |        |
| Totale Cremonese  | Totale Cremonese  | Totale Cremonese  | 52         | 5          |                 | 3               | 1               |                    | -                  | -                  |             | -           | -           | 55     | 6      |        |
| 2019-2020         | Fiorentina        | A                 | 33         | 3          | CI              | 2               | 0               | -                  | -                  | -                  | -           | -           | -           | 35     | 3      |        |
| 2020-2021         | Fiorentina        | A                 | 34         | 5          | CI              | 3               | 0               | -                  | -                  | -                  | -           | -           | -           | 37     | 5      |        |
| 2021-2022         | Fiorentina        | A                 | 23         | 1          | CI              | 4               | 0               | -                  | -                  | -                  | -           | -           | -           | 27     | 1      |        |
| 2022-2023         | Fiorentina        | A                 | 15         | 2          | CI              | 4               | 0               | UECL               | 7                  | 2                  | -           | -           | -           | 26     | 4      |        |
| 2023-2024         | Fiorentina        | A                 | 6          | 1          | CI              | 0               | 0               | UECL               | -                  | -                  | SI          | 0           | 0           | 6      | 1      |        |
| Totale Fiorentina | Totale Fiorentina | Totale Fiorentina | 111        | 12         |                 | 13              | 0               |                    | 7                  | 2                  |             | -           | -           | 131    | 14     |        |
| 2024-gen. 2025    | Lazio             | A                 | 9          | 0          | CI              | 1               | 0               | UEL                | -                  | -                  | -           | -           | -           | 10     | 0      |        |
| gen.-giu. 2025    | Monza             | A                 | 12         | 0          | CI              | -               | -               | -                  | -                  | -                  | -           | -           | -           | 12     | 0      |        |
| Totale carriera   | Totale carriera   | Totale carriera   | 195        | 17         |                 | 18              | 1               |                    | 7                  | 2                  |             | -           | -           | 220    | 20     |        |

### Cronologia presenze e reti in nazionale
| Cronologia completa delle presenze e delle reti in nazionale ― Italia | Cronologia completa delle presenze e delle reti in nazionale ― Italia | Cronologia completa delle presenze e delle reti in nazionale ― Italia | Cronologia completa delle presenze e delle reti in nazionale ― Italia | Cronologia completa delle presenze e delle reti in nazionale ― Italia | Cronologia completa delle presenze e delle reti in nazionale ― Italia | Cronologia completa delle presenze e delle reti in nazionale ― Italia | Cronologia completa delle presenze e delle reti in nazionale ― Italia |
| Data                                                                  | Città                                                                 | In casa                                                               | Risultato                                                             | Ospiti                                                                | Competizione                                                          | Reti                                                                  | Note                                                                  |
| --------------------------------------------------------------------- | --------------------------------------------------------------------- | --------------------------------------------------------------------- | --------------------------------------------------------------------- | --------------------------------------------------------------------- | --------------------------------------------------------------------- | --------------------------------------------------------------------- | --------------------------------------------------------------------- |
| 15-11-2019                                                            | Zenica                                                                | Bosnia ed Erzegovina                                                  | 0 – 3                                                                 | Italia                                                                | Qual. Euro 2020                                                       | -                                                                     | 86’                                                                   |
| 28-5-2021                                                             | Cagliari                                                              | Italia                                                                | 7 – 0                                                                 | San Marino                                                            | Amichevole                                                            | -                                                                     |                                                                       |
| 20-6-2021                                                             | Roma                                                                  | Italia                                                                | 1 – 0                                                                 | Galles                                                                | Euro 2020 - 1º turno                                                  | -                                                                     | 87’                                                                   |
| 8-9-2021                                                              | Reggio Emilia                                                         | Italia                                                                | 5 – 0                                                                 | Lituania                                                              | Qual. Mondiali 2022                                                   | -                                                                     | 61’                                                                   |
| Totale                                                                |                                                                       | Presenze                                                              | 4                                                                     |                                                                       | Reti                                                                  | 0                                                                     |                                                                       |

| Cronologia completa delle presenze e delle reti in nazionale ― Italia under 21 | Cronologia completa delle presenze e delle reti in nazionale ― Italia under 21 | Cronologia completa delle presenze e delle reti in nazionale ― Italia under 21 | Cronologia completa delle presenze e delle reti in nazionale ― Italia under 21 | Cronologia completa delle presenze e delle reti in nazionale ― Italia under 21 | Cronologia completa delle presenze e delle reti in nazionale ― Italia under 21 | Cronologia completa delle presenze e delle reti in nazionale ― Italia under 21 | Cronologia completa delle presenze e delle reti in nazionale ― Italia under 21 |
| Data                                                                           | Città                                                                          | In casa                                                                        | Risultato                                                                      | Ospiti                                                                         | Competizione                                                                   | Reti                                                                           | Note                                                                           |
| ------------------------------------------------------------------------------ | ------------------------------------------------------------------------------ | ------------------------------------------------------------------------------ | ------------------------------------------------------------------------------ | ------------------------------------------------------------------------------ | ------------------------------------------------------------------------------ | ------------------------------------------------------------------------------ | ------------------------------------------------------------------------------ |
| 15-11-2018                                                                     | Ferrara                                                                        | Italia under 21                                                                | 1 – 2                                                                          | Inghilterra under 21                                                           | Amichevole                                                                     | -                                                                              | 63’                                                                            |
| 19-11-2018                                                                     | Reggio Emilia                                                                  | Italia under 21                                                                | 1 – 2                                                                          | Germania under 21                                                              | Amichevole                                                                     | -                                                                              | 61’                                                                            |
| Totale                                                                         |                                                                                | Presenze                                                                       | 2                                                                              |                                                                                | Reti                                                                           | 0                                                                              |                                                                                |

## Palmarès

### Nazionale
- Campionato d'Europa: 1

Europa 2020